# Mangifera caesia
Mangifera caesia là một loài có hoa, rụng lá thuộc chi Xoài, được gọi chung là xoài Mã Lai, hoặc theo từng ngôn ngữ: binjai (tiếng Mã Lai), yaa-lam (tiếng Thái), bayuno (tiếng Filipino). Xoài này được trồng rộng rãi ở các quốc gia: Indonesia, Malaysia, Singapore, Brunei, Philippines và Papua New Guinea.

## Mô tả
M. caesia chỉ trồng được ở vùng đất thấp, khoảng 400 m đến 800 m, cần nhiều lượng mưa. Nó ít được tìm thấy trong rừng nhưng lại khá nhiều ở các vùng đầm lầy. Cây có thể cao đến 30 m, tán tròn và dày, nhiều cành lớn. Vỏ cây màu nâu xám, nhựa cây có chứa chất kích thích.
Lá hình elip, màu xanh bóng, dài khoảng 10 – 30 cm, ngang 4 – 10 cm; cuống dẹt, dài gần 3 cm. Hoa mọc thành cụm, có màu tím cà hoặc hồng nhạt, dài khoảng 10 mm. Quả hạch hình elip, chiều dài khoảng 10 – 15 cm và chiều ngang 6 – 8 cm; cuống hoa có thể dài tới 40 cm. Vỏ mỏng, màu vàng nâu; thịt có màu vàng trắng, nhão, vị chua chua ngọt ngọt. Tuy nhiên nhiều cây hoang dã ở Bali và Borneo lại mang vị ngọt.
M. caesia được cho là có nguồn gốc từ đảo Borneo, cũng được trồng nhiều ở Bali và Sumatra. Đây là giống xoài có giá trị nhất ở phía tây Malaysia, được trồng rất nhiều trong các vườn cây ăn quả. M. caesia sinh trưởng bằng hạt, cũng có thể thông qua việc cấy ghép. Cây trưởng thành đòi hỏi không gian rộng rãi theo nhiều hướng.

## Món ăn
M. caesia có thể ăn tươi, hoặc chấm với sốt sambal và ăn chung với cá sông. Ở một số nơi, người ta lấy thịt của quả chín và đem ngâm muối.